# Giovanna Di Rauso
Giovanna Di Rauso (Capua, 29 dicembre 1981) è un'attrice e cantante italiana.

## Biografia
Giovanna Di Rauso nasce a Capua, in provincia di Caserta, da padre vulcanologo e madre insegnante di ginnastica. Inizia prestissimo a calcare le scene del teatro italiano, scoperta giovanissima da Giorgio Strehler debutta nel ruolo della Maddalena ne I Giganti della Montagna. Si diploma successivamente nella prestigiosa scuola Europea di Teatro del Piccolo Teatro di Milano, scuola diretta dallo stesso Strehler. Vince il Premio Hystrio per Giovani Talenti nel 1999, proseguendo poi i suoi studi vince una borsa di studio con la coreografa Adriana Borriello diplomandosi come ballerina di teatro/danza interdisciplinare. Studia ancora con Luca Ronconi al centro Teatrale Santa Cristina e all'Ecole des Maitres diretta da Franco Quadri. Ricopre ruoli da protagonista nel panorama teatrale italiano, da Peter Pan a Giulietta, Ofelia, Veroccia, Andromaca, lavorando con registi come Scaparro,  Massimo Castri, Mario Gas, Luca De Fusco. Nel cinema la vediamo ne “la Terra” diretta da Sergio Rubini. È protagonista nell'opera prima di Lisa Romano Se chiudi gli occhi (2008). Interpreta Lady Macbeth nel Macbeth diretto da Gabriele Lavia (2009). Nel 2010 è coprotagonista della seconda stagione della serie televisiva Romanzo Criminale nel ruolo di Donatella. Sempre nel 2010 vince il Golden Graal per l'interpretazione di Lady Macbeth ed un Golden Graal "astro nascente" per Romanzo Criminale. Nel 2013 è candidata come Miglior Attrice al Golden Graal 2013 per  La governante, testo scritto da Vitaliano Brancati e portato in scena da Maurizio Scaparro. Nel 2014 al Teatro Greco di Siracusa Interpreta Cassandra per il centenario dell Agamennone. Partecipa alla messa in scena di Liolà prodotta dallo stesso Stabile napoletano e affidata alla regia di Arturo Cirillo. Interpreta Celimene neI Misantropo di Giovanni Anfuso, produzione del Teatro Stabile di Catania. Lavora con registi internazionali come Valery Fokin, Nikolay Roshchin, e interpreta al festival di Santiago del Cile La signorina giulia di Strindberg con il regista Cristian Plana. Nel 2019 è nuovamente al Teatro Greco di Siracusa nel ruolo di Mirrina nella Lisistrata di Aristofane diretta da Tullio Solenghi.

## Filmografia

### Cinema
- Cronache del terzo millennio, regia di Francesco Maselli (1996)
- Abbiamo solo fatto l'amore regia di Fulvio Ottaviano (1997)
- Il manoscritto del Principe regia di Roberto Andò (1998)
- La terra, regia di Sergio Rubini (2006)
- Lo zio, regia di Duccio Chiarini (2008)
- Se chiudi gli occhi, regia di Lisa Romano (2008)
- I calcianti, regia di Stefano Lorenzi (2015)
- L'origine del mondo, regia di Rossella Inglese (2024)

### Televisione
- La strada segreta, regia di Claudio Sestieri – serie TV (1999)
- Le ali della vita – serie TV (2000-2001)
- Romanzo Criminale 2 - La Serie, regia di Stefano Sollima – serie TV (2010)
- R.I.S. Roma 2 - Delitti imperfetti, regia di Francesco Micciché, episodio 2x05 (2011)
- Il tredicesimo apostolo - Il prescelto, regia di Alexis Sweet – serie TV (2012)
- Il Giovane Montalbano – serie TV
- L'ispettore Coliandro, regia dei Manetti Bros. – serie TV, episodio 8x02 (2021)
- Imma Tataranni - Sostituto procuratore, regia di Francesco Amato - serie TV, 4 episodi (2021)

## Teatro
- Giganti della Montagna, regia di Giorgio Strehler (1994) Ruolo: La Maddalena
- Amleto (1994) Ruolo: Co-Protagonista (Ofelia)
- Medea, regia di Enrico D'Amato (1995) Ruolo: Co-Protagonista (Messaggero)
- Le troiane, regia di Enrico D'Amato (1995) Ruolo: Co-Protagonista (Elena di Troia)
- Oriazi e Curiazi, regia di Enrico D'Amato (1996) Ruolo: (corifea)
- Le Erinni, regia di M.M. Giorgetti (1997) Ruolo: Protagonista (Ifigenia)
- Peter Pan, regia di Gheorghe Iancu (1999) Ruolo: Protagonista (Peter Pan)
- Romeo e Giulietta, regia di Maurizio Scaparro (2000) Ruolo: Protagonista (Giulietta)
- Amerika, regia di Maurizio Scaparro (2002) Ruolo: Co-Protagonista (Therese)
- Amleto, regia di Walter Le Moli (2003) Ruolo: Co-Protagonista (Ofelia)
- Finzioni Shakespeariane, regia di Ortigia Festival di Siracusa (2003) Ruolo: Reading w/Fiona Shaw
- Quando si è qualcuno, regia di Massimo Castri (2004) Ruolo: Co-Protagonista (Veroccia)
- Girotondo, regia di Pietro Carriglio (2005) Ruolo: (la ragazzina)
- Le troiane, regia di Mario Gas (2006) Ruolo: Co-Protagonista (Elena di Troia)
- The Windblows Visitors, regia di Crystald Field (2006) Ruolo: Cameo
- Eracle, regia di Luca De Fusco (2007) Ruolo: Co-Protagonista (Megara)
- Elettra, regia di Luca De Fusco (2007) Ruolo: Co-Protagonista (Corifea)
- Lei. Cinque storie per Casanova, monologo di Carla Menaldo, regia di Luca De Fusco (2008) Ruolo: Protagonista
- Macbeth, regia di Gabriele Lavia (2009/10) Ruolo: Protagonista (Lady Macbeth)
- L'angelo della casa - Emily Dickinson, regia di Giorgia Palombi (2011) Ruolo: Protagonista (Emily Dickinson)
- La governante, regia di Maurizio Scaparro (2012/13) Ruolo: Protagonista (Caterina Leher)
- Un tram chiamato desiderio, regia di Cristian Plana (2016 - 2017)
- Liolà, regia di Arturo Cirillo (2016 - 2017)
- Il Misantropo, regia Giovanni Anfuso (2017)
- Lisistrata, di Aristofane, regia di Tullio Solenghi (2019)
- Fedra (Ippolito portatore di corona), di Euripide, regia di Paul Curran (2024)

## Premi
- 1999 – Vincitrice, Premio Hystrio alla Vocazione per Giovani Talenti, per il ruolo di Ofelia in Amleto.
- 2004 – Candidatura, Oscar del Teatro, per Quando si è qualcuno
- 2007 – Candidatura, Oscar del Teatro, Premio della critica, per Eracle
- 2008 – Vincitrice, BAFF, categoria miglior attrice protagonista, per Se chiudi gli occhi
- 2010 – Vincitrice, GOLDEN GRAAL, miglior attrice teatro, per Macbeth
- 2010 – Vincitrice, GOLDEN GRAAL, premio astro nascente, per Romanzo Criminale
- 2013 – Candidatura, Le Maschere del Teatro, miglior attrice protagonista, per La governante
- 2013 – Candidatura, GOLDEN GRAAL, miglior attrice teatro, per La governante